# ダヌ人民解放軍
ダヌ人民解放軍（ダヌじんみんかいほうぐん、ビルマ語: ဓနုပြည်သူ့လွတ်မြောက်ရေးတပ်、英語: Danu People's Liberation Arny、略称:DPLA）はダヌ自治区で結成された、ダヌ族を主体とする武装勢力である。DPLAはダヌ人民解放戦線（Danu People’s Liberation Front: DPLF）の軍事部門である。

## 歴史

### 背景
2008年憲法に基づき、ダヌ自治区はシャン州内の5つの自治区の1つに指定された。他の自治区や自治管区とは異なり、ダヌ自治区には2021年ミャンマークーデター以前、武装勢力が存在していなかった。クーデター当初、ダヌ族の若者は軍事政権の厳しい弾圧に直面し、これに反対する非暴力デモに参加した。しかしながら、非暴力抵抗の限界が明らかになり、武装闘争へと転化した。これによりダヌ自治区内に国民防衛隊（PDF）が結成された。2023年8月現在、この地域では軍事政権に反対する少なくとも8つのPDFが活動している。武装闘争が激しさを増すにつれ、PDFに対処するためにミャンマー軍は独自の民兵を結成させている。ユワンガン郡区の区長によると、ダヌ民族民主党や地元企業がこれらの民兵の支援にあたっている。2022年、ダヌ自治区行政評議会議長ウー・アーカーリンが民兵を組織してダヌ軍（Danu Army）を設立する計画があったが、住民の反対により計画は頓挫した。

### DPLF/DPLA結成
DPLFは2022年8月7日に結成され、2023年7月29日にその存在が公表された。DPLFはタアン民族解放軍の支配地域で訓練を受けたとされる。2023年のDPLF結成公表直後、DPLFに関連しているとして住民が4人が拘束された。
DPLAはダヌ自治区やシャン州北部を中心に活動しており、タアン民族解放軍と共に1027作戦の第1段階および第2段階に参加した。DPLAは2024年11月30日以降、ヤッサウッ郡区・チャウクーでミャンマー軍と激しく衝突した。戦闘中にDPLA兵士7人が、めまい・嘔吐などの症状を訴え、DPLAはミャンマー軍が化学兵器を使用したと主張した。